# Adinandra polyneura
Adinandra polyneura är en tvåhjärtbladig växtart som beskrevs av Clarence Emmeren Kobuski. Adinandra polyneura ingår i släktet Adinandra och familjen Pentaphylacaceae. Inga underarter finns listade i Catalogue of Life.